# 国家緊急権
国家緊急権（こっかきんきゅうけん、英語: emergency powers）とは、戦争、内乱、大規模な災害や疫病・テロリズムなど、国家の平和・独立・公衆衛生を脅かす緊急事態に際して、通常の統治秩序では対処が困難な場合に、憲法条項の一時的停止措置を講じることを認めた憲法上の権限。また、各国憲法における当該緊急時の特例を定めた憲法上の項目部分を緊急事態条項（きんきゅうじたいじょうこう）という。1789年から2013年までに世界で制定された約900の憲法中、93.2%が何らかの緊急事態条項を有する。そして、緊急事態において、法律と同等の効果を持つ政令を発出することが内閣（行政）にできる旨を憲法に定めているのは7.4%にとどまっているとされ、基本的に議会（立法）に与えられている。日本においては植木枝盛の『東洋大日本国国憲案』などでも緊急事態条項が明記されていた。

## 概説
緊急権とは立憲主義、議会制民主主義、文民統制を基調とする国家において、国家の平和と独立を脅かす急迫不正の事態または予測される事態に際して、一刻も早い事態対処が必要と判断される場合において、「立憲的な憲法秩序」を一時停止し、これらの危機を防除しようとする権能である。超実定法的なものとは別に、多くの国家の憲法、特に大陸法をとる国のほとんどの憲法には緊急権の規定があり、英米法でも存在していない憲法は少数派である。
国家緊急権は、立憲主義国家の下では、立憲主義体制を一時停止して一定の権力集中をともなうのを通例とする。国家緊急権は立憲主義を守るために立憲主義を破るという性格を有するものであることから実定法化には難しい問題を伴う。
国家緊急権は抵抗権と同じく立憲主義の擁護を目的に唱えられるものであるが、抵抗権が国家権力による立憲主義への攻撃に対する国民の権利であるのに対し、国家緊急権は立憲主義の防御のために国家権力側が発動する権利であり対照的な構造をなす。

## 国家緊急権の類型
国家緊急権の類型は、いくつかの分類がある。

### 憲法制度上の国家緊急権と超国家的緊急権
憲法制度上の国家緊急権とは、憲法自身が緊急時に自らの権力を停止し、特定の機関に独裁的権力を与えることを認めるものである。この例としては英米法にあるマーシャル・ローや、ヴァイマル憲法第48条（大統領緊急令規定）、フランスにおける合囲状態（フランス語: l'État de siège）などがあげられる。一方で超国家的緊急権が発動される事態は、憲法の枠組みを超え現行の法体系に拘束されない超憲法状態、すなわち違憲状態である。

### 行政型と立法型
憲法制度上の国家緊急権において、緊急権の行使が行政の範囲にとどまるものを行政型という。マーシャル・ローや大日本帝国憲法の戒厳令などは新たな立法を制定することはできないため行政型に分類される。これに対してドイツ帝国構成国の緊急命令や、大日本帝国憲法の緊急命令などは立法型に分類される。

### 英米型と独仏型
英米法においては憲法自体に緊急権の規定はなく、コモン・ローや個別立法によって緊急権が定められている。イギリスでは第一次世界大戦後から個別立法制度が採用されるようになり、アメリカにおいてはウォーターゲート事件以降立法制度が多く採用されるようになった。イギリスの2004年市民緊急事態法、アメリカの戦争権限法や全国産業復興法がこれに該当する。一方でフランス共和国憲法（第二、第四、第五）、ドイツ帝国憲法、ヴァイマル憲法、ドイツ連邦共和国基本法には国家緊急権の規定が存在する。

### 厳格規定型と一般授権型
厳格規定型とは、あらかじめ想定できる非常事態を限定し、要件、手続、効果についても厳格に規定するものである。ドイツ基本法やスウェーデン統治法典がこれに該当する。一般授権型とは、要件などについての規定はなく、一つの権限規定で対応しようとするものである。フランス第五共和政憲法、ヴァイマル憲法がこれに該当する。

## 世界の国家緊急権
憲法に国家緊急に関する規定が無い国は、アメリカ、カナダ、イギリス、日本など少数である。ケネス・盛・マッケルウェイン東大教授の研究によると、1789年から2013年までに制定された約900にのぼる憲法をデータ分析すると、2013年時点で、フランス・ドイツ・イタリア・スイス・スペイン・韓国など93.2%の憲法に何らかの緊急事態条項が含まれている。このデータから玉木雄一郎衆院議員は緊急事態条項は憲法における最も共通した項目の一つと指摘している。日本もオブザーバー参加している、欧州評議会の下に1990年から置かれた憲法の諮問機関として、加盟国に法的助言を行う「ヴェニス委員会」も「憲法に明確な緊急事態権限について定めることこそが、人権保障や民主主義、法の支配にとって有益だ」との見解を明らかにしている。ただし、同じくマッケルウェイン教授の研究によると、緊急時における人権保護規定の停止や緩和規定が憲法に盛り込まれている割合は63.7%であり、過大な権力を委任することには、特に第2次世界大戦後、慎重になっている傾向が見られる。更に、緊急事態において、法律と同等の効果を持つ政令を発出することができる旨を憲法に内閣へと定めているのは7.4%にとどまっており、基本的に行政（内閣）よりも立法（議会）にその権限を与えている。
新型コロナウイルス（COVID-19）の感染拡大に伴い、各国では緊急事態宣言の発出や行動規制措置（外出規制、営業規制等）の導入が行われたが、その根拠となる法制はおおむね次の3とおりに大別され、必ずしも全ての国で憲法上の国家緊急権（緊急事態条項）を根拠としたわけではないと考えられる。
1. 憲法の緊急事態に関する規定で緊急事態宣言の発出や行動規制措置した国（イタリア、スイス、スペイン）
2. 憲法に緊急事態に関する規定はあるが、新型コロナウイルス対応については法律の規定による措置を行った国（中国、フランス、ドイツ、韓国、インド）
3. 憲法に緊急事態に関する規定が無く（成文憲法典を持たない不文憲法国を含む）、法律の規定によって行われた国（アメリカ、カナダ、イギリス、日本）

### イギリスにおける国家緊急権
イギリスにおいては、そもそも議会主権を取る不文憲法国で正文憲法自体が無く、新型コロナウイルス対応について、イギリス議会は新しい法律である2020年コロナウイルス法で政府にemergency powers（国家緊急権）を与える時限立法を行った。

### ドイツにおける国家緊急権と変遷

#### ヴァイマル憲法（1919年制定）
ドイツ国において、ヴァイマル憲法48条は大統領の非常措置権限として国家緊急権を定めていた。ヴァイマル憲法48条第2項は次のような内容を定めていた。「大統領緊急令」と呼ばれる規定である。
ライヒはドイツ語で国のことを意味する。条文中、第114条は身体の自由、第115条は住居の不可侵、第117条は通信の秘密保障、第118条は言論の自由、第123条は集会の自由、第124条は結社の自由、第153条は財産権の保障に関する規定を指している。
1933年1月、ヒトラーは首相に就任すると、翌月には大統領のヒンデンブルクに対して「民族と国家を保護するためのライヒ大統領命令」を布告させ、ヴァイマル憲法48条2項に基づく非常措置権限を発動させた、これにより憲法に定める基本権の停止が図られた。さらに、1933年3月には、ライヒ大統領の非常措置権限をもとに「民族及び国家の危難を除去するための法律」（いわゆる「全権委任法」）を制定し、その2条においては「ライヒ政府の議決したライヒの法律は、ライヒ議会及びライヒ参議会の制度それ自体を対象としない限り、ライヒ憲法に違反することができる。ライヒ大統領の権利は、これにより影響を受けない。」という内容となっており、この法律により議会による立法権のほとんどが政府による立法にとってかわられる結果となった。
その後もヴァイマル憲法48条を根拠にした法令が次々と出された。1934年1月にはライヒの改造に関する法律（ライヒ新構成法）が制定され、その4条によって憲法改正もライヒ政府に委ねられることとなったため、ヴァイマル憲法は形骸化し実質的な意味を失うこととなった。

#### ドイツ連邦共和国基本法（ボン基本法、戦後ドイツ憲法）
ヴァイマル憲法は緊急事態に際しては大統領に緊急措置を容認することによって憲法の規範性を維持しようとしたが、むしろそれが民主主義や基本権の保障の破壊につながったという歴史的過程があったことから、ドイツ連邦共和国基本法（ボン基本法）においても緊急権の法制化には抵抗感があり、特に憲法の規範性の維持にどう配慮するかが課題となった。一方で、ドイツ条約に基づき、ドイツに駐留する米英仏３国は、ドイツにおいて緊急事態が発生した際に、自国の軍隊の安全の確保のため必要な措置をとる権限を留保しており、この権限は、ドイツが緊急事態の対処に関する立法を行った後、消滅する旨の規定となっていたことから、ドイツにとって緊急事態条項の挿入は主権の回復の意味をも持っていた。
1960年に連邦政府により、緊急事態に関する基本法改正案が提案された。この改正案は、ワイマール憲法第48条に範をとったものであり、緊急事態において連邦政府に、法律に代わる法規命令を制定し、当該命令により、一定の基本権を制限することも可能とする権限を与えていたため、全会派の反対を受け廃案となった。
その後、新たな基本法改正案が提出され、1968年に改正案が成立し、緊急権制度が導入された。その特徴は、ヴァイマル憲法時代の反省に立って、緊急命令の乱用によって政府の独裁を許さないよう、緊急事態においても、連邦政府に緊急命令制定権を与えず、連邦政府の措置をできる限り議会及び連邦憲法裁判所の統制の下に置こうとする点にある。また、ヴァイマル憲法のように緊急事態を包括的に規定することはせず、国内の反乱や災害等の内部的緊急事態と外国からの侵略等の外部的緊急事態に分けるとともに、外部的緊急事態については、緊急事態の程度と性格に応じて、「防衛事態」、「防衛事態」の前段階としての「緊迫事態」等に区分し、段階的な対処方法を規定している。
外部的緊急事態については、防衛事態として115a条以下に規定を置いている。防衛事態の確認は原則として連邦議会が連邦参議院の同意を得て行う（115a条1項）。緊急を要し、且つ連邦議会の集会や議決が（解散・総選挙中で）不能の場合には、非常時において連邦議会及び連邦参議院の機能を代替するために常設され、両院の議員で構成される合同委員会にその権限が与えられており（115a条2項）、このような場合には合同委員会に法律を制定する権限が認められている（ただし、合同委員会による立法権の行使には一定の制限があり、基本法の改正、全部又は一部の失効、適用の停止は認められていない）。ヴァイマル憲法下ではライヒ議会の解散によって結局は緊急事態権の歯止めを失うという事態に陥った反省から、115h条3項は防衛事態の期間中の連邦議会の解散を禁じている。また、防衛事態においても連邦憲法裁判所とその裁判官の憲法上の地位と任務の遂行は侵害してはならないとされており（115g条）、憲法の規範性の維持に配慮する規定を置いている。
連邦議会又は州議会の議員の任期が防衛事態の間に満了する場合は、防衛事態終了後6か月まで任期が延長される（第115h条第1項）。
連邦大統領の任期が防衛事態の間に満了する場合は、防衛事態終了後9か月まで任期が延長される。合同委員会が新しい連邦首相を選出する必要が生じた場合には、連邦大統領の提案に基づき、合同委員会の委員の過半数によって選出する。（第115h条）
防衛事態において制限される基本権としては、職業の自由等（12a条）、移転の自由や住居の不可侵（17a条2項）、通信の秘密（10条2項）、移動の自由（11条2項）などを規定している。なお、緊急事態における人権の制限に対する歯止めについて規定があり、労働条件及び経済条件の維持、向上のための労働争議に対して、軍の投入などの措置をとることができないこととなっている（9条3項）。併せて憲法的秩序の除去に対する抵抗権を明文で規定している（20条4項）。

### 日本における国家緊急権

#### 東洋大日本国国憲案
『東洋大日本国国憲案』においては、
などに見られるように、日本では国家緊急権の制定は、憲法発布以前の私擬憲法（憲法草案）の段階においても既に当然のように想定されていた。

#### 大日本帝国憲法
大日本帝国憲法においては、天皇が国家緊急権を行使する規定が制定されていた。緊急勅令制定権（8条）、戒厳状態を布告する戒厳大権（14条）、非常大権（31条）、緊急財政措置権（70条）などである。緊急勅令の実例としては、東京周辺にて緊急勅令に基づくいわゆる「行政戒厳」が宣告された例が3例ある。その他に、1928年（昭和3年）の治安維持法改正に際し、改正案が議会において審議未了となったものを、緊急勅令の形で改正した例があるが、これについては、その緊急性に疑義があるとして、緊急勅令の濫用であるとの批判や「非立憲・違憲的行為」との批判があり、政府部内・与党内にも反対論があった。
また、帝国議会は緊急勅令については次󠄁の会期において効力を停止させることができた。大日本帝国憲法8条2項は、緊急勅令は「次󠄁の會期に於󠄁て帝󠄁國議會に提出すべし。もし議會に於󠄁て承諾せざるときは、政府は將來に向けてその效力を失うことを公布すべし」としており、議会がその勅令を承認しなかった場合は、その勅令の効力を停止する勅令が発布された。例として、日本政府がベルサイユ条約（山東条項）の調印によりドイツ帝国の膠州湾租借地の譲渡を受けることを予定して、その5日前にドイツ、オーストリア、ハンガリー及びトルコの国・個人・法人の財産の接収手続を明文化した緊急勅令を発布した際には、帝国議会が承諾しなかったため、翌年3月25日に勅令効力停止の勅令が発布された。
なお、非常大権は一度も発動されたことがなく、戒厳大権との区別は不明瞭であるとされている。

#### 日本国憲法
日本国憲法においては国家緊急権に関する規定は存在しないとする見方が多数的である。憲法制定段階においては、日本側が衆議院解散時に、内閣が緊急財政措置を行えるとする規定を提案した。しかし連合国軍最高司令官総司令部（GHQ）は英米法の観点からこれに反対し、内閣の緊急権によってこれに対応するべきであるとした。その後の協議によって、衆議院解散時には参議院において緊急会を招集するという日本側の意見が採用された。
このため日本国憲法が国家緊急権を認めていないとする否定説、緊急権を容認しているという容認説の二つの解釈があり、また否定説は緊急権規定がないのは憲法の欠陥であるとみる欠缺説、緊急権規定の不在を積極的に評価する否認説の二つに更に大別され、結論は出ていない。
このうち欠缺説をとる論者は緊急権の法制化を主張し、否認説と容認説の論者はこれに反対するという構造がある。なお、自由民主党が2012年に定めた日本国憲法改正草案では、第9章に緊急事態の宣言について記述がある。大日本帝国憲法は緊急勅令については事後の議会承諾手続を設けていたので議会は効力停止権を持っていたが（8条2項）、閣議決定については、2022年現在は国会による承諾手続は設けられておらず、国会が効力停止権を持っていないという問題がある。

##### 否定説（欠缺説）
大西芳雄は平常時の統治方法のままで対応できない危機が発生しないとは誰にも断言できないが、あらゆる権力の行使を法の定めたルールに従って行うのが立憲主義であるとして、緊急権規定の不在を欠陥であると指摘している。また内閣憲法調査会の委員有志17名により、憲法調査会報告書起草の段階にあたり参考に供するためとして1964年に憲法調査会に提出された「憲法改正の方向」と題する共同意見書において「重大な憲法のミス」であるとしている。
これに対しては、東日本大震災においても災害対策基本法に従った対応が実際に行われたことなどを踏まえ、日本国憲法に不備はなく、問題があるとすれば法律および運用の巧拙のレベルに過ぎず、憲法を云々せずとも法改正等により対応可能であるとする批判がある。

##### 否定説（否認説）
小林直樹は日本国憲法が軍国主義を廃した平和憲法であるため、緊急権規定をあえておかなかったと解釈している。また緊急権が君主権と不可分であったとし、憲法の基本原則に憲法が忠実であろうとしたために緊急権規定が置かれなかったとしている。影山日出弥は日本国憲法が国家緊急権で対処する国家緊急状態の存在自体を否定していると解釈している。この立場からはいかなる事態も国家緊急権以外の方法で対処するべきであるとされ、憲法に緊急権を明記することは「憲法の自殺」であるという意見がある。
大日本帝国憲法下においては若干の緊急事態条項が存在したが、濫用の危険が大きいものであった。

##### 容認説
河原畯一郎や高柳賢三は、国家緊急権は超憲法的な原理であり、憲法に明文化されていなくても行使できる「不文の原理」であるとしている。
これに対し、容認説は緊急権の発動を権力の恣意に委ねることにほかならず、緊急権が濫用されてきた人類の歴史に照らし採用し得ないとの有力な批判がある。

##### 緊急事態に関する政府答弁
第90回帝国議会（昭和21年）憲法改正案委員会において、金森憲法担当国務大臣は次のように答弁している。第1回委員会では旧憲法について、行政当局者にとって緊急の措置を講ずるにあまりにも便宜すぎたがために、民主主義政治の運用上、遺憾なる結果を生じたように思うと述べている。第3回委員会では、旧憲法に存在した緊急勅令等について、行政当局者にとっては調法であるが、その反面、国民の意思をある期間有力に無視し得る制度でもあると述べている。第13回委員会では、旧憲法の非常大権に相当する規定を置かなかった理由として、国民の権利を擁護するためには、政府一存で行う処置は極力防止しなければならず、もし非常大権に相当する規定を残した場合には、どのような精緻な憲法を定めても、非常時を口実にしてここから憲法秩序が破壊される虞がないとは言い切れないと思うので、行政権の自由判断の余地をできるだけ少なくするよう考えた旨を説明した。そのうえで、必要の場合は臨時会を召集して処置をし、衆議院の解散後であって臨時会を召集できないときは、参議院の緊急集会を招集して暫定の処置をすることとし、他方で、非常時に具体的に必要な規定は平素から準備しておくことが適当であろうと述べている。
第154回国会・衆議院武力攻撃事態への対処に関する特別委員会（第4号・平成14年5月8日）において、当時の内閣法制局長官は、憲法に国家緊急権が明記されなかった理由として、過去の金森国務大臣の答弁の一節を引用したうえで、大規模な災害や経済上の混乱などの非常な事態に対応すべく、憲法の公共の福祉の観点から合理的な範囲内で、国民の権利を制限し、国民に義務を課す法律を制定することは可能であり、既に災害対策基本法、国民生活安定緊急措置法などの多くの立法がなされている旨の答弁を行っている。

### フランス国家における国家緊急権

#### フランス共和国憲法
フランス第五共和国憲法第16条では、大統領の非常措置権について次のように規定している。
なお、第6項の規定は、大統領の非常事態権限行使に対する憲法院の審査の創設を趣旨として、2008年7月23日の憲法改正時に導入されたものである。大統領が第16条を発動する決定、終止する決定、及び大統領の決定のうち少なくとも法律事項については統治行為であるとされ、コンセイユ・デタ（国務院）の裁判権に服さないとされているが、第6項の新設により、憲法院の審査権に服することとなった。
第16条の非常措置権は、1961年のアルジェリアの争乱の際、ドゴール大統領により発動されたのが唯一の例である。

#### 緊急状態法
憲法に明記されていない主要な緊急権制度として、「1955年4月3日の緊急状態の設定及びアルジェリアにおける宣言に関する法律」（緊急状態法）に基づく制度がある。

## 国家緊急権のパラドックス
国家緊急権を考える際に「国家緊急権のパラドックス」と呼ばれる問題がある。先述のように国家緊急権には、憲法上の一定条件下で立憲主義を一時的に停止して独裁的権力の行使を認める憲法制度上の国家緊急権と立憲上の授権や枠を越えて独裁的権力が行使される憲法を踏み越える国家緊急権がある。後者はもはや法の世界に属する事柄ではないが、前者と後者の区別は相対的であると考えられている。非常措置権を憲法的に厳格に枠づけようとすれば、緊急事態に対して立憲上の授権や枠を越えて独裁的権力が行使される可能性も大きくなり、それを嫌って非常措置権を包括的・抽象的に定めてしまうと非常措置権に対する憲法的統制の実が失われるという関係がある。これが「国家緊急権のパラドックス」と呼ばれる問題である。
歴史的に緊急事態に直面しつつも曲りなりに立憲主義体制を維持してきた国々においては、国家緊急権は立憲主義体制を維持するとともに国民の自由と権利を守るという目的の明確性、非常措置の種類及び程度は緊急事態に対処するため一時的で必要最小限度のものでなければならないという自覚、緊急権濫用を阻止するための可及的対策として事後的に憲法上の正規の機関（議会や裁判所など）を通じて緊急権行使の適正さの審査や責任追及の途を開いておくことの不可欠性、これらについての認識が国民の間に相当程度浸透していることが指摘されている。国家緊急権によって生じる問題は統治主体である国民の政治的成熟度さらにそれを基礎とする政党の力量が問われる課題とされている。